# Roggel

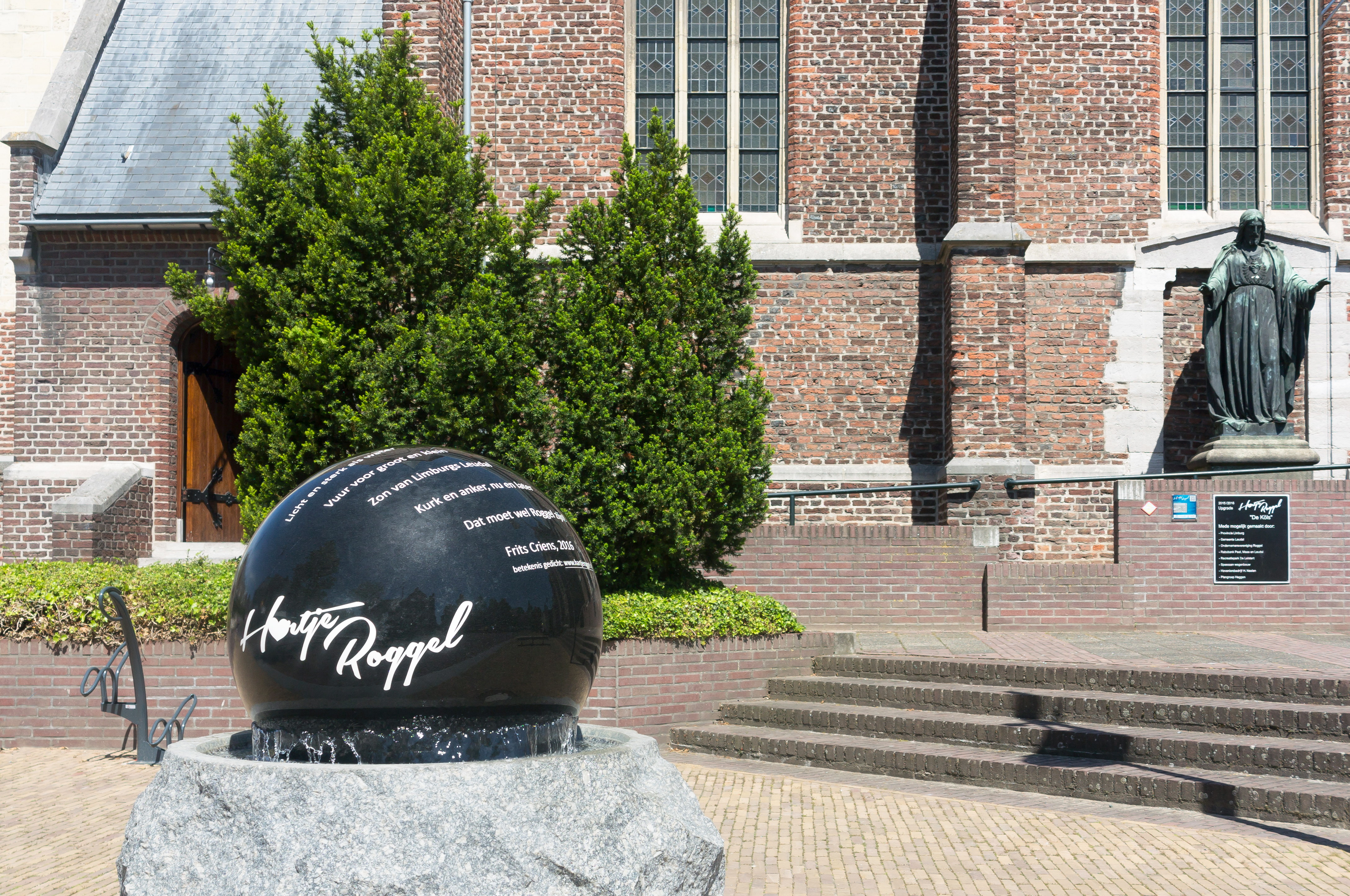
De Roggelse waterbol

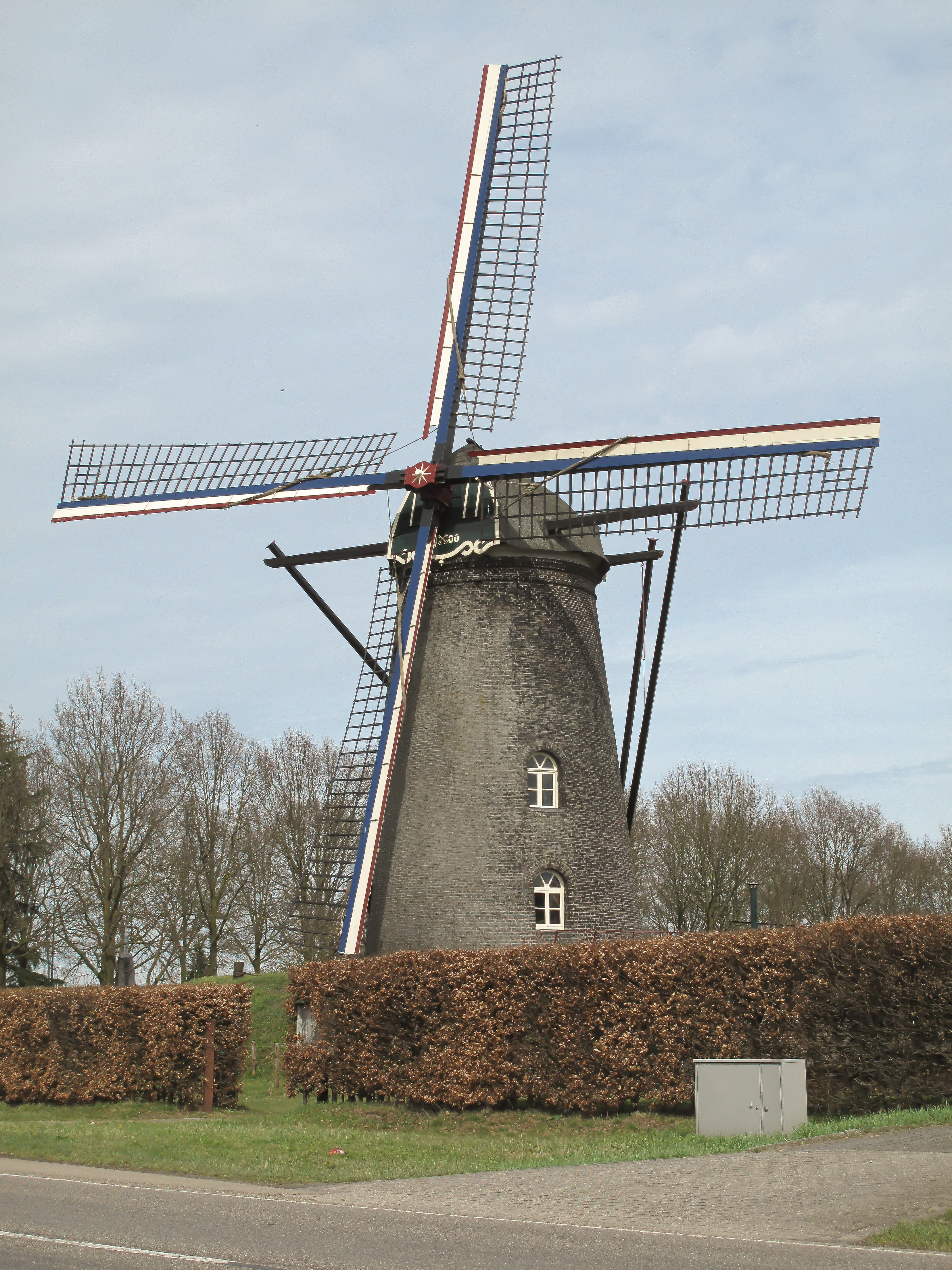
Nijken, de Sint Petrusmolen

Roggel is een kerkdorp in Midden-Limburg in Nederland met 4.285 inwoners. Inwoners van Roggel worden Roggelnaren genoemd. Het behoort sinds 2007 bij de gemeente Leudal. Daarvoor maakte het na de gemeentelijke herindeling van 1991 deel uit van de gemeente Roggel en Neer. Voordien was het een zelfstandige gemeente.

## Buurtschappen
Buiten de kern van Roggel bevinden zich in het buitengebied een aantal buurtschappen: Asbroek, Blenkert, Eind, Hoek, Hoogschans, Laak, Mortel, Nijken, Ophoven, Roligt, Schans, Strubben en Heide.

## Geschiedenis
Roggel werd voor het eerst vermeld in 1230. Het behoorde tot het Land van Horn en later tot het Prinsbisdom Luik. In 1679 kwam het in bezit van de proosten van de Abdij Keizerbosch als zelfstandige heerlijkheid. Het huidige dorpskarakter ontstond vooral in de 19e eeuw, en na de Tweede Wereldoorlog werden woonwijken bijgebouwd.

## Religie
Roggel heeft zoals de meeste Limburgse dorpen een meerderheid van katholieken. De rooms-katholieke Sint-Petruskerk is de enige kerk van het dorp. De Roggelse parochie staat sinds 1 september 2010 met de parochies van Heibloem en Neer onder leiding van dezelfde pastoor. Jaarlijks wordt er op Hemelvaartsdag een motorzegening gehouden door de pastoor. De lokale pastoor zegent ook koeien en eindexamenkandidaten.
Tijdens de Tweede Wereldoorlog bliezen de Duitsers de torenspits van de kerk op. Begin 2012 is de kerk een periode gesloten geweest om de authentieke muurschilderingen te restaureren.

## Monumenten
- De Sint Petrusmolen uit 1901, gelegen op het Nijken. Dit is een rondstenen beltmolen, met als functie het bewerken van koren. De inrichting bestaat uit onder meer twee windgedreven koppels maalstenen.
- De Sint-Petruskerk (deels 15e eeuw, met barok hoogaltaar uit de 18e eeuw. Deze kerk werd oorspronkelijk gebouwd in 1447, waarvoor een oudere kerk (12e eeuw) werd afgebroken.
- Sint-Jozefkapel
- Sint-Apolloniakapel
- Sint-Antonius
- Gietijzeren Heilig Hartbeeld uit 1923.
- Voormalige Zuivelfabriek Sint-Petrus, aan Koppelstraat 65-67, is uit 1908. Deze bevat enkele neogotische elementen.
- Roggelse Schans

## Natuur en landschap
Roggel ligt in de vallei van de Roggelse Beek, welke dwars door de kern stroomt. Deze vloeit ten zuiden van de kern samen met de Bevelandse Beek om de Zelsterbeek te vormen, welke een van de beken is die door het natuurgebied Leudal stroomt. De hoogte van Roggel bedraagt ongeveer 27 meter.

## Economie
Bij Roggel bevindt zich recreatiepark de Leistert. Het bestaat uit een zeer grote camping en een bungalowpark. Op de camping zijn 1364 plaatsen. Het in 2011 geopende bungalowpark telt ruim 300 accommodaties. Als het vakantiepark geheel is volgeboekt verblijven er circa 7000 toeristen.

## Verenigingsleven

### Jongerenwerk
In Roggel bestaat een levendig jongerenwerk. Zo wordt er door de Jongerenwerkgroep Roggel, kortweg JWG Roggel genoemd, elk jaar de Kerstsessie (op eerste kerstdag) georganiseerd. Verder is er een maandelijkse jeugddisco in het SJOR-gebouw georganiseerd door de commissie "Energy". Daarnaast wordt er door KVW Roggel elke zomervakantie de zogenoemde KVW-week gehouden.

### Schutterijen
Roggel kent twee schutterijen:
- Schutterij Sint Petrus opgericht in 1544
- Schutterij Sint Paulus is ontstaan omdat er een aantal leden van schutterij Sint Petrus het niet eens waren met de verplaatsing van de schietboom. Een zestal personen richtten op 28 maart 1955 deze nieuwe schutterij op.

Gekozen werd voor de naam Sint Paulus met als achterliggende gedachte dat bij een eventueel samengaan van de beide schutterijen de nieuwe naam Sint Petrus en Paulus zou kunnen worden.

### Sportverenigingen
De grootste sportverenigingen binnen Roggel zijn:
- Voetbalclub SV Roggel: het eerste elftal acteert in de vierde klasse. De vereniging telt zeven herenteams, twee damesteams en een jeugdafdeling
- Volleybalclub Accretos is een volleybalvereniging in Roggel en Neer en heeft ongeveer 300 leden, waarvan 2/3 jeugdleden.
- Tennisvereniging TV Wimbledonck
- Tafeltennisvereniging TTV Leudal
- Dartclub D.C. Bie Briels uitkomend in de eredivisie van de Weerter Dartbond
- Ruitersportvereniging P.S.V. De Bergruiters

Verder zijn er in Roggel verschillende handboogverenigingen, een badmintonclub en een taekwondovereniging.

### Harmonie
Roggel kent vier muziekverenigingen, te weten Drumband Schutterij Sint Petrus, Drumband Schutterij Sint Paulus, XPERO (vroeger Speelgroep Roggel) en Harmonie Amicitia.

### Overige verenigingen
- EHBO Roggel
- Er zijn vier handboogschietverenigingen in Roggel (Ons Genoegen, Roos in Bloei, Buitenlust, Heidebloem) en een in het kerkdorp Heibloem (Heideroosje).

Gemeenschapshuis
Er is een gemeenschapshuis in Roggel waar regelmatig groot- en kleinschalige evenementen worden georganiseerd en waar verschillende verenigingen zijn gevestigd, genaamd "La Rochelle", vernoemd naar de Franse havenstad La Rochelle.

## Evenementen
Terugkerende evenementen in Roggel:
- Viermaal per jaar is er markt in het centrum van Roggel, in de zomer is dit een Tirolermarkt
- Hamerslagdag, een smedentreffen in bourgondische sfeer op het terrein bij wind- en motormaalderij St. Petrus
- Tijdens het carnavalsseizoen heet Roggel "Sjansemaekersriek". De eerste zondag na 10 november wordt jaarlijks de nieuwe prins uitgeroepen. Op carnavalszondag vindt 's middags het "Hummelkesbal" voor de allerkleinsten plaats, 's avonds is er het "JoekseJatseKonkoers". Carnavalsmaandag wordt de carnavalsoptocht gehouden en op dinsdag wordt het carnaval afgesloten met de "Waever", een traditionele zang op het dorpsplein. De activiteiten worden georganiseerd door "Carnavalsvereniging De Sjansemaekers" (1954). Daarnaast is er een aparte carnavalsvereniging voor de jeugd genaamd "Jeugdsjansemaekers" (1968).

## Bekende personen

### Geboren
- Fons Mertens (1917-2003), verzetsstrijder
- Ton Gubbels (1932-1984), politicus en burgemeester
- Harry van den Kroonenberg (1933-1996), hoogleraar, werktuigbouwkundige,
- Eduard Nazarski, directeur Amnesty International
- Jan Vaes (1933), burgemeester
- Netty Engels-Geurts (1941-2019), kookboekenschrijfster
- Frans Nijssen (1959), voetballer
- Stevie Ann (1986), zangeres en singer-songwriter
- Loes Vandewal (1994), handbalster
- Johan Gijsen (1975), directeur Le Guess Who / Utrechter van het jaar 2016

### Woonachtig
- Roy Curvers (1979), wielrenner

### Overleden
- Sjra Frencken (1911-1987), burgemeester
- Rob Blokzijl (1943-2015), natuurkundige en informaticus

## Nabijgelegen kernen
Heythuysen, Neer, Helden, Heibloem, Haelen
Dorpen: Baexem · Buggenum · Ell · Grathem · Haelen · Haler · Heibloem · Heythuysen · Horn · Hunsel · Ittervoort · Kelpen-Oler · Neer · Neeritter · Nunhem · Roggel

Buurtschappen: Aan de Bergen · Aan het Broek · Achter het Klooster · Asbroek · Beekkant · Berik · Blenkert · Brumholt · Caluna · Castert · De Horck · Dries · Eiland · Eind · Ellerhei · Gendijk · Geneijgen · Gerhegge · Haelense Broek · Hanssum · Heiakker · Heide (Heythuysen) · Heide (Roggel) · Heioord · Heugde · Hoek · Hollander · Hoogschans · Hoogstraat · De Horck · Kappert · Karreveld · Keizerbos · Kinkhoven · Laak · Maxet · Mortel · Nijken · Op de Bos · Ophoven · Overhaelen · Roligt · Santfort (deels) · Schaapsbrug · Schans (Ell) · Schans (Roggel) · Schillersheide · Smidstraat · Strubben · Uffelse · Venne · Vestjenshoek · Vlaas · Waije

Voormalige gemeenten: Haelen · Heythuysen · Hunsel · Roggel en Neer

Limburg: Steden en dorpen      Nederland: Provincies · Gemeenten